# ТУ3
ТУ3 (рос. Тепловоз Узкоколейный, тип 3) — чехословацький магістральний чотирьохосний вантажнопасажирський тепловоз для роботи на коліях 750 мм. Всього було побудовано 26 екземплярів. Побудований на заводі  ČKD. Зараз жоден із них не працює.

## Історія
Після Другої світової війни стан вузькоколійних колій у Чехословаччині був визнаний нежиттєздатним, тому ці колії були включені до запланованого плану моторизації колій. Перший проєкт абсолютно нового типу вузькоколійного локомотива був розроблений заводом Českomoravská strojírna у Височанах (пізніше філія ČKD Sokolovo) влітку 1946 року. Проєкт кілька разів переглядався, і остаточна пропозиція була затверджена Міністерством транспорту в 1948 році. Загалом мало бути виготовлено шість локомотивів нової серії Т 47.0 для двох вузькоколійних ліній – Їндржихув-Градец – Обратань (чотири) та Тршемешна в Сілезії – Особлага (дві). Однак початковий план поставок у 1951 році не було дотримано, і через багато ускладнень під час розробки (це були практично перші дизель-електричні локомотиви, розроблені з нуля в ČKD), першу машину не було виготовлено до липня 1954 року. Через місяць він прибув до Їндржихув-Градец, де його піддали різним випробуванням. До червня наступного року сюди було доставлено всі шість локомотивів першої серії, які контролювали рух як на лінії до Обратану, так і на другій гілці до Нової Бистриці, а паровози перевели до резервних або допоміжних служб. Хоча основним призначенням нових машин було використання у вантажних перевезеннях, вони замислювалися як універсальні (про що свідчить наявність багажного відділення) і в пасажирських поїздах доповнювали довоєнні моторні вагони серії М 21.0.
Локомотив був розроблений в 1954 році в Чехословачинні на заводі ЧКД.
Завдяки багатому досвіду та поступово зростаючій надійності, у 1956 році ČSD приступив до замовлення другої серії, яка мала містити загалом 10 машин і, таким чином, забезпечити транспортування на інших вузькоколійних лініях у Чехословаччині. У той же час Радянський Союз зацікавився таким же типом локомотивів – замовлення стосувалося 50 локомотивів серії ТУ3, деталі яких відрізнялися від машин для країни (наприклад, колія 750 мм). Зрештою для чехословацьких потреб з нього було випущено п’ять машин, тож остаточно з 66 вироблених локомотивів ČSD отримав 21, а SŽD – 45 одиниць. Поставки відбувалися в 1957-1958 роках . Перші чотири машини з номерами 007–010 також були пристосовані до колії 750 мм і призначені для лінії Frýdlant – Heřmanice , інші знайшли свій дім на лініях Třemešná in Silesko – Osoblaha та Ružomberok – Korytnica (обидві по чотири шт.) і три машини доповнили парк транспортних засобів у Їндржихові-Градці. Таким чином, парова тяга мала тут лише мінімальне значення, але останні машини були остаточно зняті лише через три роки.
В травні 2023 року знайшли один з закинутих неробочих локомотивів ТУ3 з 2 вагонами Pafawag. Укрзалізниця вирішила провести капітальний ремонт і передати на Гайворонську вузькоколійну залізницю.